# Morbio Superiore

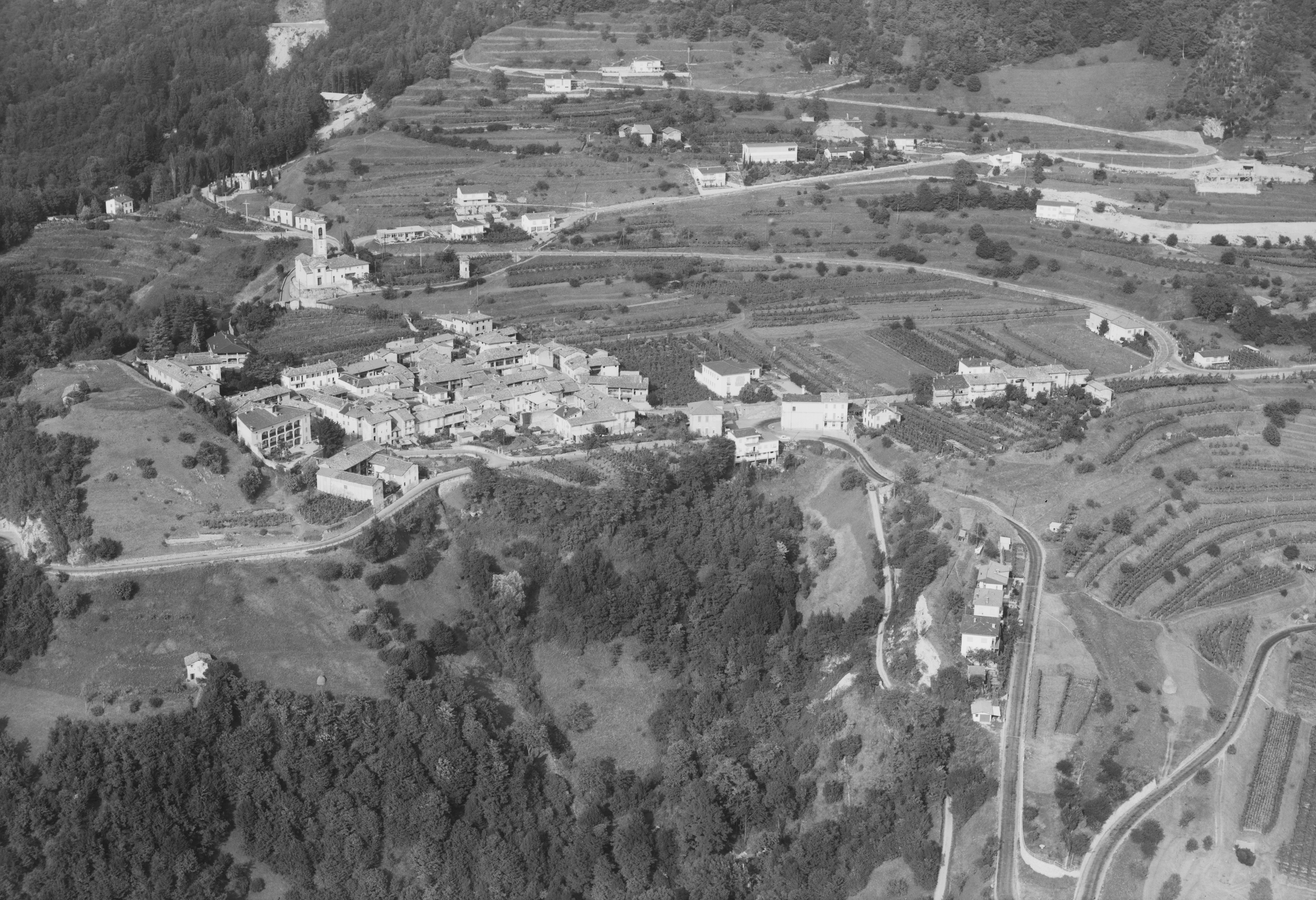
Photo aérienne (1964)

Morbio Superiore est une localité et une ancienne commune suisse du canton du Tessin.